# Ice Nine Kills
Pour les articles homonymes, voir INK.
Ice Nine Kills (parfois dénommé ICE NINE KILLS ou INK en abrégé) est un groupe de metalcore américain, originaire de Boston, dans le Massachusetts. Ice Nine Kills s'est formé en 2002 par des amis du lycée, Spencer Charnas et Jeremy Schwartz.
Depuis sa formation, Ice Nine Kills compte un total de trois EP — The Burning, 2 Song Acoustic, The Predator —, ainsi que six albums studio : Last Chance to Make Amends, Safe is Just a Shadow, The Predator Becomes the Prey, Every Trick in the Book, The Silver Scream et Welcome To Horrorwood: The Silver Scream 2
Leur nom de groupe est dérivé d'une substance fictive du roman de science-fiction de Kurt Vonnegut Le Berceau du chat, la glace-neuf.

## Biographie

### Last Chance to Make Amends(2002-2009)
Ice Nine Kills est formé sous le nom de Ice Nine par des amis et lycéens Spencer Charnas et Jeremy Schwartz, mais devient rapidement Ice Nine Kills avant la sortie d'un album indépendant, Last Chance to Make Amends, le 20 avril 2006. Le nom du groupe provient d'une substance appelée ice-nine du roman de science fiction Cat's Cradle de Kurt Vonnegut.
L'année suivante, le 20 novembre 2007, Ice Nine Kills publie un EP, The Burning, au label Red Blue Records. Le groupe effectue plusieurs concerts en soutien à l'EP, jouant notamment pour I See Stars et Eyes Set to Kill. En 2008, le groupe est invité à jouer pour des groupes plus notoires comme As I Lay Dying, A Day to Remember, Thursday, Paramore, et à une performance au Taste of Chaos en 2009. Cette même année, Ice Nine Kills publie deux chansons acoustiques — The Simple Act of Giving Up et Lifetime in a Week — sur un EP intitulé 2 Song Acoustic.
En mi-2009, Schwartz décide de quitter le groupe, ne supportant plus de faire de la route pour aller en tournée, laissant Charnas comme seul membre fondateur restant. Charnas recrute alors d'anciens membres du groupe de post-hardcore Remember Tomorrow. Dès lors, le style musical d'Ice Nine Kills se transforme en metalcore expérimental rapidement remarqué par le label Ferret Music, qui signe le groupe au printemps 2009. Après leur performance au Warped Tour, le groupe se met à écrire et enregistrer son nouvel album.

### Safe is Just a ShadowetThe Predator(2010-2013)
Ice Nine Kills publie son deuxième album studio, Safe is Just a Shadow, le 12 juillet 2010. Le chanteur Dave Sieling, qui a quitté le groupe, contribue aux morceaux vocaux avec Spencer Charnas. L'album est félicité par le magazine heavy metal Revolver qui l'inclut comme Hottest Chicks in Rock Issue ; le groupe est incité à prendre part aux Revolver Golden Gods Awards à Los Angeles, en Californie, le 20 avril 2010,. Le groupe joue en soutien à Safe is Just a Shadow au Warped Tour 2010. Le groupe tourne en tête d'affiche en été 2011 et fait un arrêt au Warped Tour au Dzambo Stage. Le groupe publie un clip inspiré du film Inglourious Basterds pour la chanson The People Under the Stairs le 20 juin 2011.
Le 12 mai 2012, le groupe est annoncé pour le All Stars Tour avec Suicide Silence, The Word Alive, Dance Gavin Dance, I See Stars, et Attila. Avant l'événement, ils jouent avec Like Moths to Flames au Canada. Le 16 septembre 2012, le groupe est annoncé en soutien à We Came As Romans et Abandon All Ships pour une tournée canadienne entre le 17 et le 19 septembre. Le 22 novembre 2012, Ice Nine Kills publie un clip lyrique pour son nouveau single The Coffin is Moving. La même année, ils lancent un appel aux dons sur Kickstarter pour financer leur nouvel EP. Le 22 décembre, le groupe annonce avoir récolté 21 000 $ pour la sortie de l'EP The Predator le 15 janvier 2013. Pour célébrer cette annonce, le groupe publie son second single de l'EP, What I Never Learned in Study Hall, avec la participation de Tyler Carter (Issues) au chant.
Le 9 janvier, Ice Nine Kills annonce des tournées avec I See Stars, For All Those Sleeping, et The Color Morale. Le 13 mars 2013, le groupe annonce deux semaines au Vans Warped Tour au Ernie Ball Stage, et sa participation au All Stars Tour avec Every Time I Die, Chelsea Grin, Terror, et Iwrestledabearonce. Le 26 avril 2013, le groupe publie le single The Product of Hate, dont les fonds seront reversés aux victimes du double attentat du Marathon 2013 de Boston. Le 9 juillet 2013, le groupe publie son clip The Coffin is Moving, puis un nouveau single intitulé Connect the Cuts en novembre 2013.

### The Predator Becomes the Prey(2014-2015)
Le 8 janvier 2014, le groupe publie le second single de son album à venir, The Power in Belief. Ice Nine Kills publie l'album The Predator Becomes the Prey le 21 janvier au label Outerloop Records, une empreinte de Fearless Records. L'album marque les débuts du groupe au classement Billboard Top 200 (153e place). Il est classé troisième des Top Heatseeker, 38e des Independents, et 13e des classements Hard Rock,. Le 26 février 2014, le groupe est annoncé pour le Warped Tour. Le 27 février 2014, Ice Nine Kills publie le clip de Let's Bury The Hatchet... In Your Head.
Le 6 février 2015, INK publie le clip The Fastest Way to a Girls Heart is Through her Ribcage. Le 19 février 2015, Ice Nine Kills publie la chanson Me, Myself and Hyde, de leur nouvel album à venir en 2015. Entre le 30 avril et le 22 mai, Ice Nine Kills participe à la tournée IX Lives Tour avec Get Scared, Upon This Dawning, Chasing Safety, et Brightwell.

### Every Trick in the Book(2015-2018)
Le 17 septembre 2015, le groupe est annoncé au label Fearless Records qui publiera leur prochain album Every Trick in the Book (en).
Le 14 juin 2018 le batteur Conor Sullivan annonce son départ afin de poursuivre divers projets musicaux. L'ancien batteur d'Affiance Patrick Galante le remplace pour la tournée.

### The Silver Scream(depuis 2018)
Le 20 juin 2018, Ice Nine Kills sort "The American Nightmare", le premier single de l'album The Silver Scream (en). Le clip est inspiré du film A Nightmare on Elm Street.
L'album sort lui le 5 octobre 2018 et atteint le meilleur classement du groupe depuis ses débuts, avec un nombre de 19 000 exemplaires la première semaine, lui permettant d'atteindre le top 10 du billboard. Ils sortent ensuite leur sixième album studio The silver Scream 2: Welcome to Horrorwood.

## Membres

### Membres actuels
- Spencer Charnas - chant, claviers (depuis 2002), guitare rythmique (2002-2009)
- Patrick Galante - batterie (depuis 2018)
- Ricky Armellino - guitare rythmique, chœurs, claviers (depuis 2018)
- Joe Occhiuti - basse, chœurs, clavier (depuis 2019)
- Dan Sugarman - guitare solo, chœurs (depuis 2019)

### Anciens membres
- Jeremy Schwartz - chant, guitare solo (2002-2009)
- Andrew Justin Smith - basse, chœurs (2002-2007)
- Hobie Boeschenstein - basse, chœurs (2007-2008)
- Dave Marvuglio - basse (2008-2009)
- Dave Sieling - chant (2009)
- Shane Bisnett - basse, chœurs (2009-2011, décédé en janvier 2019)
- Steve Koch - basse, chant (2011-2013)
- Grant Newsted - batterie (2006-2008)
- Connor Sullivan -  batterie (2009-2018)
- Justin Morrow - guitare rythmique (2009-2018), basse (2013-2019), chœurs (2009-2019)
- Justin DeBlieck - chant, guitare solo, claviers (2009-2018)

## Discographie

### Albums studio
- 2006 : Last Chance to Make Amends
- 2010 : Safe Is Just a Shadow
- 2014 : The Predator Becomes the Prey
- 2015 : Every Trick in the Book
- 2018 : The Silver Scream
- 2021 : Welcome To Horrorwood: The Silver Scream 2
- 2023:  Welcome To Horrorwood: Under Fire

### EP
- 2007 : The Burning
- 2009 : 2 Song Acoustic
- 2013 : Predator